# Jack Werner

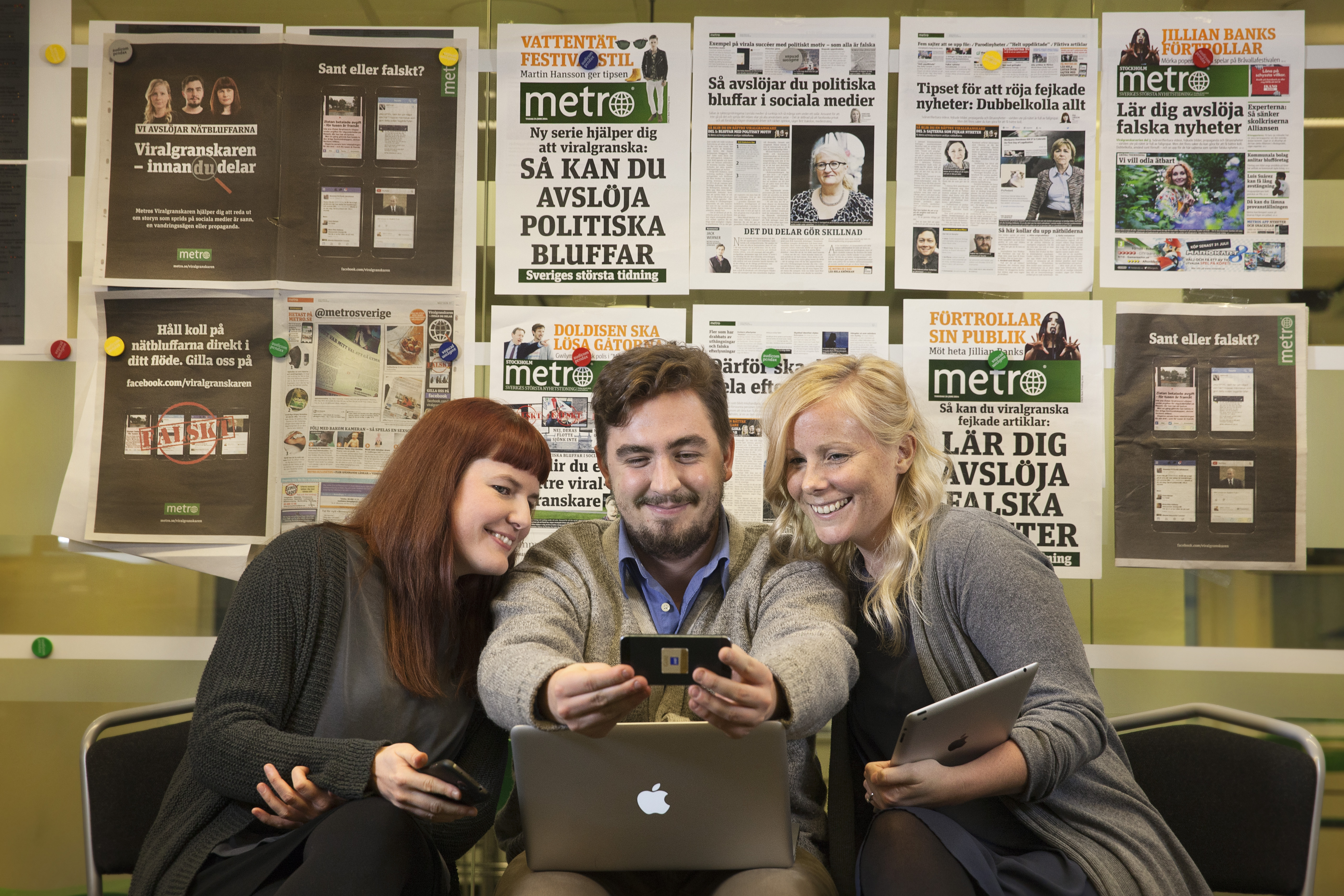
Åsa Larsson, Jack Werner och Linnéa Jonjons efter att de fått Stora journalistpriset 2014.

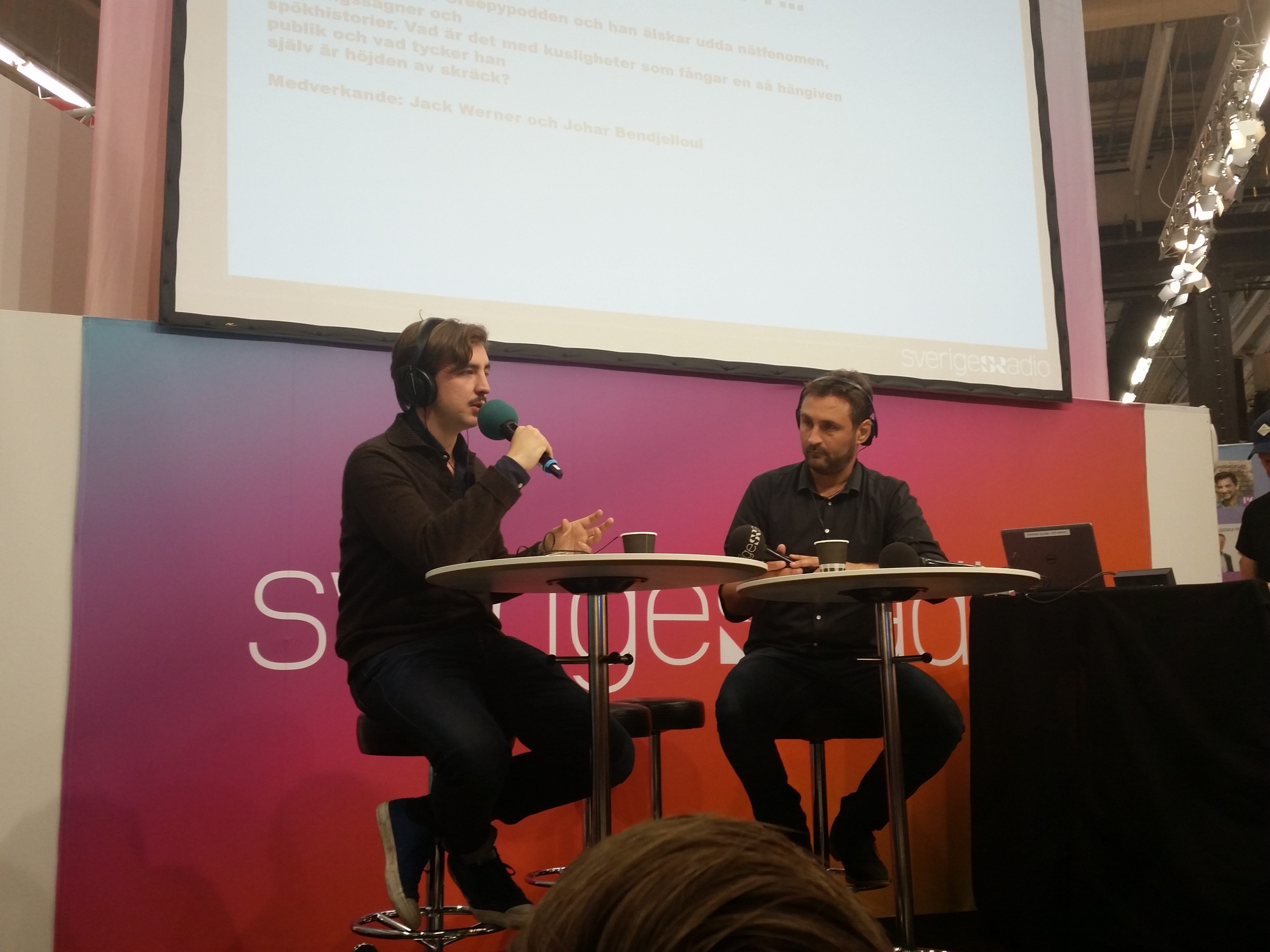
Jack Werner blir intervjuad av Johar Bendjelloul om sin podd Creepypodden under Bokmässan i Göteborg 2017.

Jack Theo Werner, född 26 januari 1989 i Stockholm,  är en svensk journalist, bloggare och debattör.
Mellan 2013 och 2015 var han sociala medier-redaktör på gratistidningen Metro, med ansvar för den granskande avdelningen "Viralgranskaren". Han medverkade tidigare regelbundet som krönikör i tidningen Internetworld och numera i radioprogrammet Medierna.
2014 mottog Werner, tillsammans med Linnéa Jonjons och Åsa Larsson (på Metro), Stora journalistpriset i kategorin "Årets förnyare" samt priset Årets folkbildare. Som del av Stora journalistprisjuryn utsågs Jack Werner till Årets förvillare 2021.

## Biografi

### Bakgrund
Jack Werner, som är uppvuxen i Järna, har arbetat på bokklubben Kalla kulor och på produktionsbolaget Amok Studios. Dessutom har han drivit webbplatsen Lista.se.
Hösten 2011 var Jack Werner med och grundade nyhetsbloggen Ajour (tillsammans med Sofia Mirjamsdotter, Emanuel Karlsten, Johan Hedberg, Christian Bolstad, Damon Rasti, Thord Daniel Hedengren och Malin Crona). Bloggen uppmärksammades bland annat vid en utfrågning på ett möte med Publicistklubben.
Från 10 december 2011 till 18 december 2011 var Werner den förste tillfällige kuratorn för Svenska institutet och VisitSwedens Twitterkonto @Sweden. Hans första tweet där lydde: "Well, I guess I'm the one calling the shots for this account now". Werner och @Sweden-kontots ovanliga kuratorsskap blev uppmärksammade även internationellt av Time och New York Times, liksom av flera internettidningar.
December 2011 anställdes Jack Werner av Sveriges Radio för dess nyhetstjänst Alltid Nyheter. Han har senare även jobbat för Nyheter24. I Sveriges Radios blogg Medieormen hade Werner tidigare den egna kolumnen "Jack Werners nätsnackisar". Han figurerade också stundom i programmet Morgonpasset, men övergick senare till TV4:s Nyhetsmorgon.

### Utveckling
Jack Werners krönikor och texter om internetkultur är ofta citerade, bland annat fick hans undersökning av ett nät-alias under titeln "Vem är Veronika" stor spridning och dessutom ett hedersomnämnande i Föreningen Grävande journalisters pris Guldspaden 2013. Han har för sina undersökningar av internets mindre kända sidor blivit omtalad som "Antagligen är Jack Werner rikets just nu viktigaste journalist och föregångare till en hel kår metajournalister."
Werner drev fram till februari 2014 en podcast kring ämnet Internet med namnet Flugan. 2014 mottog Werner, tillsammans med Linnéa Jonjons och Åsa Larsson (på Metro), Stora journalistpriset i kategorin "Årets förnyare" med motiveringen "För att de skapat en genial metod för att avslöja vad som är myt och vad som är verklighet i den virala världen". Samma år kom hans första bok, folklivsforskningen Creepypasta: spökhistorier från internet (Galago) (förord av Bengt af Klintberg). I samband med det startade Werner webbplatsen Creepypasta. Werner är även aktiv med podcasten Creepypodden som under flera månader i sträck legat på iTunes topplista.
2015 producerade Werner ett radioprogram för P3 Dokumentär som sändes på Sveriges Radio 5 november samma år. Programmet heter “Självmordet på Flashback” och handlar om ett självmord som begicks 2010 och i realtid kunde följas på internetforumet Flashback.
Från mars 2015 skrev han för Dagens Industri. I november 2015 slutade Werner på Di Digital och blev frilansande journalist.

### 2020-talet
Som del av Stora journalistprisjuryn 2020 utsågs Jack Werner till Årets förvillare 2021 tillsammans med Henrik Evertsson efter att ha tilldelat priset för "Årets avslöjande" till Evertssons dokumentär Estonia – fyndet som ändrar allt. Priset utdelas av föreningen Vetenskap och Folkbildning. Del av motivering till priset:
"Gedigen erfarenhet inom journalistik till trots har Stora Journalistprisjuryn 2020 [...] brustit anmärkningsvärt i sin källkritik. Dokumentären använder sig tydligt av en konspirationsteoretisk berättarteknik och att det föreligger direkt manipulation av data. Juryn har antingen inte uppmärksammat detta, eller så har de valt att bortse från de signaler som kommit dem till känna. Oavsett vilket borde priset inte ha tilldelats Evertsson för en dokumentär som så flagrant saknar grund för sina påståenden."
Jack Werner är hittills den enda som utsetts till både Årets Folkbildare och Årets Förvillare av föreningen Vetenskap och Folkbildning.